# Polo en España

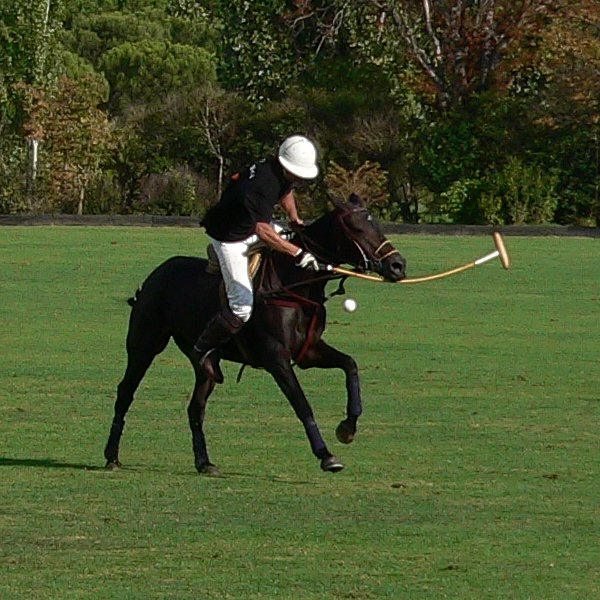
Polo en el Real Club Puerta de Hierro.

La organización encargada de la promoción, desarrollo y organización del polo en España es la Real Federación Española de Polo, fundada en 1972. La selección de polo de España ha participado en varias Olimpiadas, consiguiendo la medalla de plata en los Juegos Olímpicos de 1920 en Ostende.  
El polo en España se juega fundamentalmente en Andalucía, Cataluña y Madrid. La Copa Memorial de S.M. el Rey D. Alfonso XIII, celebrada en Madrid; el Torneo Ciudad de Barcelona del Real Club de Polo; y la Copa de Oro de Sotogrande, disputada en el Santa María Polo Club, son algunos de los torneos más importantes y tienen prestigio internacional.  

## Historia
El polo fue introducido en España por Pedro Nolasco González, bodeguero jerezano, que conoció este deporte en 1870 en Inglaterra, donde era jugado por la familia de Cristóbal de Murrieta, empresario español afincado en Kent. A su regreso a España, Nolasco fundó en Jerez de la Frontera en 1872 el Jerez Polo Club, primer club de polo de España. Poco tiempo después Enrique Ibarrola entró en contacto con el polo también de la mano de la familia de Murrieta y fundó el Barcelona Polo Club, que contó con la presidencia honoraria de Alfonso XIII. En Madrid el primer campo de polo fue construido en el año 1876 en la Casa de Campo. 
Debido al aumento de aficionados se fundó el Madrid Polo Club, que en 1915 se convirtió en el Real Club de la Puerta de Hierro. Posteriormente se construyeron campos de polo en Santander, Bilbao, Puigcerdá, Sevilla, Córdoba y Granada, donde se disputaron numerosos premios. No obstante la práctica de este deporte decayó y no fue hasta la creación de la primera cancha en Sotogrande en 1965 cuando comenzó a resurgir. Desde entonces y hasta nuestros días Sotogrande se ha posicionado como el principal destino de polo de España. Allí tienen su sede tres clubes de polo: Santa María Polo Club, considerado como uno de los clubes de polo más importantes del mundo y el primero de la Europa continental por el nivel deportivo de sus competiciones, Dos Lunas Polo Club y Ayala Polo Club.  

## Torneos
- Campeonato de España Absoluto.
- Campeonato de España Bajo Handicap.
- Campeonato de España Femenino.

## Clubes
Los clubes de polo de España están agrupados en las tres federaciones regionales: la Federación Andaluza de Polo, a la que pertenecen 17 clubes; la Federación Madrileña de Polo, que cuenta con 6 clubes; y la Federación Catalana de Polo, con 3 clubes. Aparte de estos, también pertenecen a la federación nacional el Club de Polo de Mallorca y Baleares y el Club de Polo San Juan de Casteñeda de Cantabria.